# Lozoya (kommun)
Lozoya är en kommun i Spanien.   Den ligger i den autonoma regionen Madrid, i den centrala delen av landet, 85 km norr om huvudstaden Madrid. Antalet invånare är 617.

## Geografi
Kommunen Lozoya ligger vid mynningen av övre Lozoya-dalen och är den näst största i Sierra Norte de Madrid, efter Rascafría. Lozoya gränsar i öster till Navarredonda y San Mamés och Gargantilla del Lozoya y Pinilla de Buitrago, i söder till Canencia, i väster till Pinilla del Valle och i norr till Navafría och Aldealengua de Pedraza, båda sistnämnda i provinsen Segovia. Staden ligger 85 km från Madrid.
Den här artikeln är helt eller delvis baserad på material från spanskspråkiga Wikipedia, Lozoya, 15 april 2025.